# Monte Aniakchak
El Monte Aniakchak es una caldera volcánica de aproximadamente 10 kilómetros de diámetro ubicada en la cordillera Aleutiana de Alaska, Estados Unidos. Aunque es un estratovolcán por composición, la montaña preexistente colapsó en una gran erupción que formó la caldera. El área alrededor del volcán es el Monumento nacional y Reserva de Aniakchak , mantenido por el Servicio de Parques Nacionales. En noviembre de 1967, el Servicio Nacional de Parques designó al Aniakchak como Monumento nacional y natural.

## Geología

El Monte Aniakchak en 3D

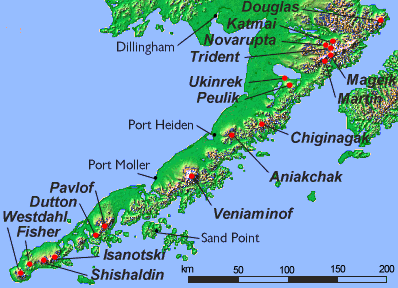
Mapa de algunos volcanes en la península de Alaska.

El Monte Aniakchak fue anteriormente un estratovolcán de composición andestica erosionado glacialmente, con un volumen pre caldera de 75 kilómetros cúbicos. El material andesítico en el volcán incluía basalto y dacita. La montaña se derrumbó, formando la caldera actual, durante una gran erupción de IEV 6, que dejó evidencias en núcleos de hielo de los años 1645 A.C..

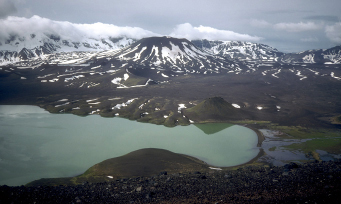
Vista de la caldera

Desde entonces, se han producido más de 20 erupciones en los respiraderos del piso de la caldera. Vent Mountain (en Español: Montaña Ventiladero) ha sido la fuente de numerosas erupciones de cenizas, bombas y flujos de lava desde que se formó la caldera. Desde 1500 a. C. hasta el año 1000 d. C., cuatro domos de lava fueron extruidas en la caldera. La evidencia de textura muestra que estas erupciones en el domo de lava ocurrieron debajo del antiguo Lago Surprise (lago del cráter de Aniakchak), que era tan profundo como 100 metros. Ancient Surprise Lake fue drenado catastrófica-mente antes de AD 1000. Surprise Lake  ahora es de aproximadamente 2.75 km²  en el área y hasta 19.5 m de profundidad. Antes o inmediatamente después de este drenaje, erupciones explosivas de carácter andesítico produjo un grupo de tres conos de toba volcánica en la parte sureste de la caldera.

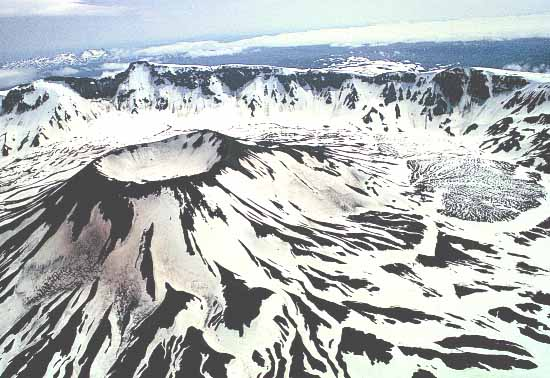
Vent Mountain

Alrededor de 1500 DC, durante uno de los eventos más violentos de la historia reciente en Aniakchak, se estima que 0,75 a 1,0 km³ de material destruyeron un edificio preexistente en Half Cone e inundaron la mayor parte del suelo de la caldera con flujos piroclásticos, marejadas y precipitación de varios metros de espesor . Durante la fase final de esta erupción, un flujo de lava llenó la cuenca formada durante el colapso de Half Cone.
Varias erupciones prehistóricas más recientes ocurrieron en el cráter de la cumbre y a lo largo del flanco sur de Vent Mountain, produciendo un campo de flujos de lava dacite de bloques contra la pared sur de la caldera. Pequeñas erupciones inmediatamente al oeste y al este de Vent Mountain produjeron un pequeño cono de escoria y dos cráteres tipo maar (ahora llenos de agua) a lo largo de la base de la pared de la caldera sureste.
Los geólogos de origen europeo descubrieron el volcán en 1922.
La única erupción del volcán en la historia moderna registrada ocurrió en 1931. El jesuita "Sacerdote de los Glaciares", el Padre Bernard Hubbard , dejó constancia de ello: 

"Un pequeño pero impresionante pozo de explosión se agregó al suelo de la caldera con marcas de viruela ese año. Muchos miles de toneladas de la ceniza yacía esparcida por la caldera y se dispersó a más de 40 millas de distancia sobre las pequeñas aldeas "

.

### Historia humana
Las erupciones formadoras de caldera de hace unos 3.700 años tuvieron un efecto significativo en el paisaje regional y en toda la gama de vida vegetal y animal en un área amplia. De hecho, la erupción ha estado implicada en impactos generalizados en las poblaciones humanas en todo el oeste de Alaska. En las inmediaciones del volcán, los efectos fueron tan graves que la gente no regresó a la región durante otros 2.000 años. Algunos estudiosos especulan que esta erupción (y la posterior devastación) puede haber segregado a las personas hacia el norte y el sur del volcán durante el tiempo suficiente como para impulsar la divergencia entre las lenguas aleutianas y esquimal.

## Lago Surprise
Dentro de la caldera esta el Lago Surprise, que es la fuente del río Aniakchak , un río salvaje nacional.